# Курчев, Андрей
Андрей Курчев (бел. Андрей Курчев; род. 23 апреля 1980 года, Минск) — белорусский гандболист. Серебряный призёр, лучший бомбардир и правый полусредний молодёжного чемпионата Европы 2000 года. Чемпион Европы по пляжному гандболу 2000 года.

## Биография

### Клубная
Андрей Курчев выступал до 2000 года в СКА Минск. В 2000 году Курчев перешёл в Эйсенах, который выступал в немецкой бундеслиге. В 2001 году Андрей Курчев стал игроком Бад Швартау. В 2002 году Курчев переходит в ГК Гамбург. В январе 2003 года Андрей Курчев переходит в ГК Пфуллинген. В 2005 году Курчев переходит в Конкордию из Делича. В 2006 году Андрей Курчев переходит в МТ Мельзунген.  В 2008 году Курчев стал игроком ГК Дюссельдорф. В 2010 году Курчев перешёл в Эмсдеттен.

### Карьера в сборной
Андрей Курчев выступал за сборную Белоруссии сыграв за неё 75 матчей и забросил 340 мячей.